# 吉爾吉斯裔巴基斯坦人
巴基斯坦，境內有數百個吉爾吉斯人移民生活，他們歷來居住在北部吉爾吉特-巴爾蒂斯坦的戈賈爾山谷，此外，許多吉爾吉斯人以前在阿富汗瓦罕走廊的小帕米爾山谷定居。他們在阿富汗四月革命後逃到巴基斯坦生活。
在20世紀80年代，大量吉爾吉斯人難民在巴基斯坦避難，最終移民到土耳其，生活在該國東部的凡城省。直到現在，吉爾吉斯農民和牧民也經常從阿富汗帕米爾訪問巴基斯坦的罕札，並實行以物易物交易。
吉爾吉斯裔巴基斯坦人積極參與箕不同國家的商貿活動，他們也促進和協助吉爾吉斯斯坦旅遊業的發展。
另一些吉爾吉斯裔巴基斯坦人是逃避2010年吉尔吉斯斯坦南部种族骚乱的難民，但因沒合法旅遊證件，他們被巴基斯坦宣佈為非法移民。